# Óscar Fernández Romero
Óscar Rubén Fernández Romero (nascut el 28 de setembre de 1974) és un entrenador de futbol valencià, actualment responsable de la UD Almeria B.

## Carrera com a entrenador
Nascut a Torrefiel, València, Fernández es va llicenciar per la Universitat de València i va començar la seva carrera al Tavernes Blanques CF abans de passar a les categories juvenils del CF Torre Levante. L'any 2005 va ser nomenat entrenador del Burjassot CF a Tercera Divisió.
Fernández va passar al València CF l'any 2006, sent nomenat entrenador de la plantilla Juvenil. El juliol de l'any següent, va ser nomenat al capdavant del filial de la quarta divisió, i el 29 d'octubre de 2007, després que Quique Sánchez Flores fos destituït de la plantilla principal, va ser nomenat entrenador interí. El seu primer partit professional va tenir lloc dos dies després, una derrota per 1–5 contra el Reial Madrid.
Fernández va dirigir els xè per un altre partit, una derrota per 2-0 fora del RCD Mallorca, i posteriorment va tornar a l'equip B després del nomenament de Ronald Koeman. Va deixar el club l'any 2010 i va passar un any sense treballar abans de ser nomenat al capdavand del nou equip Huracán València CF el juny de 2011.
El 16 de juny de 2011, Fernández va anunciar la seva marxa de l'Huracà, després d'haver acceptat una oferta de l'Asteras Tripoli FC de la Superleague Grècia. Al setembre, però, després de només tres partits, va ser acomiadat.
El 24 d'octubre de 2011, Fernández va tornar a Espanya i va ser presentat com a entrenador del CF Gandía de quarta divisió. El 20 de setembre de l'any següent, es va traslladar a Qatar per treballar a l'Aspire Academy, sent entrenador de la selecció nacional sub-17.
El 10 de juliol de 2015, Fernández va ser nomenat entrenador del Juvenil A de l'Atlètic de Madrid. Aproximadament un any després es va fer càrrec de l'equip B, aconseguint l'ascens a Segona Divisió B el 2017 i arribant als play-offs de tercera divisió el 2019.
El 15 de juny de 2019, Fernández va ser nomenat entrenador de la UD Almeria a Segona Divisió, en substitució de Fran Fernández. El 3 d'agost, però, després del canvi de propietari del club, va arribar a un acord per rescindir el seu contracte.
El 4 d'agost de 2020, Fernández va tornar el València i el seu equip filial, amb el conjunt ara a la tercera divisió. Va deixar el club el 17 de juny següent, i va tornar a Almeria quatre dies després, ara nomenat entrenador de l'equip B de Tercera Divisió RFEF.